# Патерналістський консерватизм
Патерналі́стський консервати́зм — відгалуження консерватизму, що відбиває ідею того, що спільноти функціонують і розвиваються взаємозалежно, і що люди всередині них мають зобов'язання одне перед одним. Особлива увага віддається зобов'язанням привілейованих і багатих перед бідними. Патерналістський консерватизм узгоджується з принципами органіцизму, ієрархії і боргу. Прихильники цього світогляду вважають ідеальним баланс між владою індивіда і держави, без переваги в одну зі сторін.
У британській політиці існує поняття «консерватизму однієї нації» (англ. one-nation conservatism), що ґрунтується на ідеях патерналістського консерватизму..